# Telico (Texas)

Telico és una comunitat no incorporada al centre est del Comtat d'Ellis, Texas, Estats Units.
L'àrea que es va convertir en Telico s'assentà abans del 1856. Se li va anomenar primer Trinity City, però va ser reanomenada a mitjan dècada de 1850 a Telico després de Telico, Carolina del Nord.
Telico és el lloc de naixement de Clyde Barrow.